# Stephen Goodall
Stephen Goodall (nascido em 28 de outubro de 1956) é um ex-ciclista australiano que competiu nos Jogos Olímpicos de Verão de 1972, representando a Austrália na prova de perseguição por equipes.